# Villaggio Olimpico
Villaggio Olimpico ou Vila Olímpica é um bairro da cidade de Roma.
O bairro foi construído nos anos de 1958 e 1959, tendo sido criado para hospedar os atletas olímpicos que participaram das Olimpíadas de 1960.